# Сатинское городище
Сатинское городище (также городище Сатинка) — городище VIII в. до н. э. — начала I тысячелетия н. э. Располагалось на территории нынешней Тульской области на берегу реки Упы (на мысу, расположенном между рекой и глубоким оврагом) и охватывало территорию площадью примерно 3,5 тыс. м².
Было впервые обнаружено в 1936 году сотрудником Тульского краеведческого музея Г. А. Доррером и обследовано им в течение ближайших двух лет. Масштабное исследование было проведено в 1961—1963 годах Тульской археологической экспедицией исторического факультета МГУ (под руководством С. А. Изюмовой). В результате были найдены остатки жилых и хозяйственных строений, а также бытовые изделия, орудия труда, украшения из таких материалов, как бронза, железо (обнаружены признаки использования железоделательного и бронзолитейного производств), глина, кость и рог. Наличие в большом количестве двух последних материалов позволило сделать вывод, что основным занятием жителей городища было скотоводство (однако было развито и подсечно-огневое земледелие).
В 2013 году работы по исследованию городища были продолжены Е. В. Столяровым (сотрудником тульского Музея-заповедника «Куликово поле»), который пришёл к выводу о «наличии как минимум трех культурно-хронологических горизонтов существования памятника в эпоху раннего железного века».